# El Milà
El Milà ist eine katalanische Gemeinde in der Provinz Tarragona im Nordosten Spaniens. Sie liegt in der Comarca Alt Camp.
Das charakteristischste Gebäude der Stadt ist die Pfarrkirche von St. Ursula (Església de Santa Úrsula), im neogotischen Stil. Gebaut wurde sie im Jahr 1914.
In der Gemeinde werden vor allem Haselnüsse angebaut. Außerdem gibt es auch Weinberge, Mandelbäume und auf den Bauernhöfen auch Olivenbäume.

## Weblinks

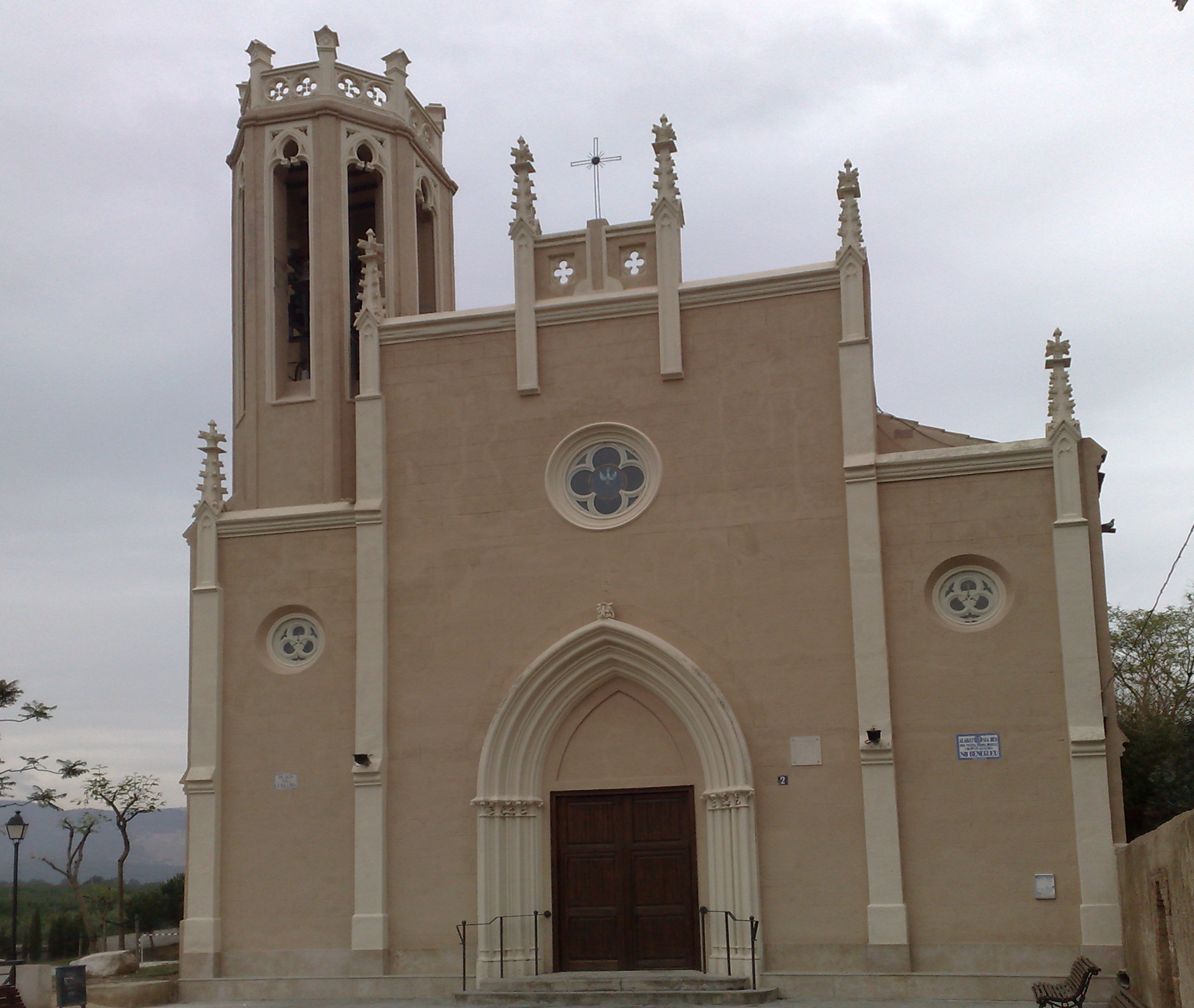
Die Kirche Església de Santa Úrsula in El Milà